# Nou Partit Democràtic de Sèrbia
|  | No s'ha de confondre amb Partit Democràtic (Sèrbia) o Partit Democràtic Serbi. |

El Nou Partit Democràtic de Sèrbia (en serbi Нова Демократска странка Србије, Nova Demokratska stranka Srbije, NDSS), conegut fins al 2022 com a Partit Democràtic de Sèrbia (DSS) és un partit nacional-conservador de Sèrbia, dirigit per Miloš Jovanović.

## Història
El DSS es va formar com a una escissió conservadora del socialdemòcrata Partit Democràtic, que va tenir un paper clau en l'oposició dels anys noranta. Inicialment va formar part de la coalició DEPOS, amb la qual van obtenir 18 diputats al 1992, però les diferències internes de com abordar l'oposició al governant Partit Socialista de Sèrbia van provocar el seu trencament. Així, un any més tard van presentar-se en solitari, reduint el seu suport als 7 diputats.
El seu primer líder, Vojislav Koštunica, va ser electe president de Iugoslàvia entre l'any 2000 i 2003, derrotant a Slobodan Milošević. A les eleccions legislatives del mateix any va formar part de la coalició Oposició Democràtica de Sèrbia (DOS), obtenint 45 diputats. Tot i així, van considerar que tenien poca influència en el nou govern amb només dos càrrecs ministerials, el Primer Ministre Adjunt (Aleksandar Pravdić) i el Ministre de Salut (Obren Joksimović), prenent la decisió només un any més tard de sortir del govern i la coalició.
En les eleccions legislatives de 2003 van augmentar als 53 diputats, el seu màxim històric fins a l'actualitat, amb una aliança amb altres partits minoritaris com el Partit Democràtic Popular (NDS), amb 3 escons dels 53, el Partit Liberal Serbi (SLS), amb 1 escó, o el Partit Democràtic Serbi (SDS), amb un altre escó. Van formar part del govern serbi, i el seu líder Vojislav Koštunica va ser escollit Primer Ministre de Sèrbia el 2004 fins al 2008.
En les eleccions de 2007 van reduir el seu suport en una vintena de diputats, amb 33 escons, mantenint la presència en el govern fins a la seva caiguda un any més tard, fruit de les tensions provocades per la independència de Kosovo. En les posteriors eleccions anticipades el DSS va reduir encara més la seva força parlamentària, amb 21 diputats, els quals va mantenir a les eleccions de 2012. A partir de llavors, però, ha anat compaginant una presència feble al Parlament o bé sent extraparlamentaris. Més recentment forma part de la coalició NADA amb el Moviment per a la Restauració del Regne de Sèrbia.

## Llistat de presidents
| # | President           | President | Inici                  | Final              |
| - | ------------------- | --------- | ---------------------- | ------------------ |
| 1 | Vojislav Koštunica  |           | 26 de juliol de 1992   | 19 de març de 2014 |
| 2 | Sanda Rašković Ivić |           | 12 d'octubre de 2014   | 2 d'agost de 2016  |
| 3 | Miloš Jovanović     |           | 21 de desembre de 2016 | En el càrrec       |

## Resultats electorals

### Eleccions legislatives
| Any  | Líder               | Vots      | %      | Pos.   | Escons   | +/- | Coalició       | Govern            |
| ---- | ------------------- | --------- | ------ | ------ | -------- | --- | -------------- | ----------------- |
| 1992 | Vojislav Koštunica  | 797,831   | 17.98% | 3r     | 18 / 250 | 18  | DEPOS          | Oposició          |
| 1993 | Vojislav Koštunica  | 218,056   | 5.29%  | 5è     | 7 / 250  | 11  | –              | Oposició          |
| 1997 | Vojislav Koštunica  | Boicot    | Boicot | Boicot | 0 / 250  | 7   | –              | Extraparlamentari |
| 2000 | Vojislav Koštunica  | 2,404,758 | 65.69% | 1r     | 45 / 250 | 45  | DOS            | Coalició 2000–01  |
| 2000 | Vojislav Koštunica  | 2,404,758 | 65.69% | 1r     | 45 / 250 | 45  | –              | Oposició 2001–04  |
| 2003 | Vojislav Koštunica  | 678,031   | 17.96% | 2n     | 53 / 250 | 8   | DSS–SLS        | Coalició          |
| 2007 | Vojislav Koštunica  | 667,615   | 16.83% | 3r     | 33 / 250 | 20  | DSS–NS–JS–SDPO | Coalició          |
| 2008 | Vojislav Koštunica  | 480,987   | 11.87% | = 3r   | 21 / 250 | 12  | DSS–NS         | Oposició          |
| 2012 | Vojislav Koštunica  | 273,532   | 7.32%  | 4t     | 21 / 250 | =   | –              | Oposició          |
| 2014 | Vojislav Koštunica  | 152,436   | 4.38%  | 5è     | 0 / 250  | 21  | –              | Extraparlamentari |
| 2016 | Sanda Rašković Ivić | 190,530   | 5.19%  | 6è     | 6 / 250  | 6   | DSS–Dveri      | Oposició          |
| 2020 | Miloš Jovanović     | 72,085    | 2.32%  | = 6è   | 0 / 250  | 6   | Metla 2020     | Extraparlamentari |
| 2022 | Miloš Jovanović     | 204,444   | 5.54%  | 4t     | 7 / 250  | 7   | NADA           | Oposició          |
| 2023 | Miloš Jovanović     | 191,431   | 5.16%  | = 4t   | 7 / 250  | =   | NADA           | Oposició          |